# Chuck Feeney
Charles Francis "Chuck" Feeney (23 tháng 4 năm 1931 – 9 tháng 10 năm 2023) là nhà tỷ phú và là nhà từ thiện người Mỹ gốc Ireland. Ông là người sáng lập tổ chức The Atlantic Philanthropies (Quỹ từ thiện Đại Tây Dương), một trong những quỹ tư nhân lớn nhất thế giới. Ông cũng là một đồng sáng lập viên của Duty Free Shoppers Group và là người đi tiên phong trong việc lập nên khái niệm mua sắm miễn thuế. Feeney đã luôn dấu kín về khối tài sản khổng lồ của mình trong rất nhiều năm, cho đến khi một cuộc tranh chấp trong kinh doanh xảy ra, dẫn đến danh tính của ông được tiết lộ vào năm 1997. Trong suốt cuộc đời mình, Feeney đã sử dụng số tiền hơn 8 tỉ đô la Mỹ để làm từ thiện, hỗ trợ giáo dục đại học, y tế công cộng, nhân quyền và nghiên cứu khoa học.
Feeney được biết đến là một người rất tiết kiệm, ông sống trong một căn hộ thuê, không sở hữu một chiếc xe hơi hoặc căn nhà nào và chỉ di chuyển hàng không bằng vé hạng kinh tế giá rẻ.

## Sự nghiệp
Feeney sinh tại New Jersey trong thời kỳ Đại suy thoái và xuất thân từ gia đình trung lưu với cha mẹ là người Mỹ gốc Ireland ở Elizabeth, New Jersey. Tổ tiên của ông từng sống tại Quận Fermanagh của Bắc Ailen. Feeney tốt nghiệp trường trung học St. Mary of the Assumption ở Elizabeth vào năm 1949. Ông từng là người điều khiển đài vô tuyến của Không quân Hoa Kỳ trong Chiến tranh Triều Tiên và bắt đầu sự nghiệp bán rượu miễn thuế cho nhân viên Hải quân Hoa Kỳ tại các cảng Địa Trung Hải vào những năm 1950. Ông tốt nghiệp Trường Quản trị khách sạn thuộc Đại học Cornell (Cornell University School of Hotel Administration).

### Kinh doanh hàng miễn thuế
Khái niệm "mua hàng miễn thuế", đối với những người đi du lịch rồi miễn phí thuế nhập khẩu, vẫn còn rất mới mẻ khi Feeney và Robert Warren Miller, bạn học cùng lớp đại học với ông, bắt đầu bán rượu miễn thuế cho quân nhân Mỹ ở châu Á trong những năm 1950. Sau đó, họ mở rộng sang bán ô tô, thuốc lá và thành lập nên Tập đoàn Duty Free Shoppers (DFS Group) vào ngày 7 tháng 11 năm 1960. DFS bắt đầu hoạt động tại Hồng Kông rồi mở rộng sang châu Âu và các lục địa khác. Sự đột phá lớn đầu tiên của DFS bắt đầu vào những năm 1960, khi họ được hưởng sự nhượng bộ độc quyền cho việc bán hàng miễn thuế tại Hawaii, điều đó cho phép tập đoàn tiếp thị sản phẩm cho các khách du lịch Nhật Bản. DFS cuối cùng được mở rộng ra các cửa hàng miễn thuế tại các sân bay và thương xá lớn ở trung tâm thành phố rồi trở thành nhà bán lẻ du lịch lớn nhất thế giới. Vào giữa những năm 1990, DFS đã phân phối lợi nhuận lên đến 300 triệu đô la một năm cho Feeney, Miller và hai đối tác nhỏ hơn. Ông Feeny cũng là một nhà đầu tư khôn ngoan trong các khởi nghiệp công nghệ.
Năm 1996, Feeney và một đối tác bán cổ phần của họ trong DFS cho tập đoàn Louis Vuitton Moët Hennessy (LVMH) của Pháp. Nhưng Miller phản đối việc bán. Trước khi vụ kiện giả định có thể xảy ra, nhiều người mới được biết rằng cổ phần của Feeney không còn thuộc sở hữu của ông mà do The Atlantic Philanthropies nắm. The Atlantic đã tạo được 1,63 tỷ đô la từ vụ giao dịch này.

### Từ thiện
Năm 1982, Feeney thành lập tổ chức The Atlantic Philanthropies (Quỹ từ thiện Đại Tây Dương). Năm 1984, ông bí mật chuyển toàn bộ 38,75% cổ phần của mình có trị giá khoảng 500 triệu đô la vào The Atlantic Philanthropies. Ngay cả các đối tác kinh doanh của ông ta cũng không biết rằng ông ta không còn sở hữu bất cứ cổ phần nào của DFS nữa.
Trong nhiều năm, Atlantic đã bí mật tài trợ giúp đỡ từ thiện cho nhiều vụ việc, nhưng họ yêu cầu người nhận không được tiết lộ nguồn tài trợ là từ họ. Feeney đã có những đóng góp cá nhân đáng kể cho Sinn Féin, cánh chính trị của IRA, để hỗ trợ cho các nỗ lực hòa bình ở Ai Len. Ông cũng đã tặng khoảng 1 tỷ đô la cho nền giáo dục ở Ai len, chủ yếu dùng cho các tổ chức cấp ba và Đại học Limerick.
Feeney là nhà tài trợ chính cho trường cũ của ông, Đại học Cornell. Ông đã tặng cho trường gần 1 tỉ đô la Mỹ, trong đó có một khoản quyên góp 350 triệu đô la để thành lập công ty Cornell Tech. Một trong những dự án khác của Atlantic Philanthropies là đề xuất các cải cách cho hệ thống chăm sóc sức khoẻ của Hoa Kỳ, giúp làm nền tảng cho Đạo luật Chăm sóc Y tế với Giá cả phải chăng (Obamacare); Một dự án khác là vận động cho việc chấm dứt hình phạt tử hình đối với người chưa thành niên.
Feeney cũng từng ủng hộ việc hiện đại hoá các cơ cấu y tế công cộng ở Việt Nam.
Tháng 2 năm 2011, Feeney tham gia vào phong trào Lời cam kết Hiến tặng (The Giving Pledge) do Bill Gates và Warren Buffett khởi xướng. Feeney viết trong bức thư gửi Bill Gates và Warren Buffett, những người sáng lập The Giving Pledge: "Tôi không thể nghĩ đến việc sử dụng tài sản cá nhân ích lợi và xứng đáng hơn là để hiến tặng, ngay khi còn đang sống - để cá nhân cố gắng hết mình để cống hiến cho những nỗ lực có ý nghĩa để cải thiện điều kiện sống của con người. Quan trọng hơn, nhu cầu ngày nay rất lớn và đa dạng đến mức sự hỗ trợ từ thiện thông minh và các can thiệp tích cực có thể có giá trị và tác động lớn, hơn là nếu chúng bị trì hoãn khi nhu cầu thì ngày càng lớn hơn ".
Ông đã tặng 7 triệu đô la cuối cùng vào cuối năm 2016, cũng là tặng người nhận các khoản đóng góp từ thiện đầu tiên của ông: Đại học Cornell, nhằm hỗ trợ sinh viên làm công tác dịch vụ cộng đồng. Trong suốt cuộc đời của mình, ông ta đã hiến tặng hơn 8 tỉ đô la.
Ông đã chính thức giải phóng túi tiền của mình, đáp ứng được khát vọng "cho đi trong khi còn sống". Ông Feeney, hiện 85 tuổi, nói năm 2017: "Bạn luôn lo lắng khi phải xử lý rất nhiều tiền, nhưng chúng dường như đã làm việc đó khá tốt", "Bạn cũng chỉ có thể mặc một chiếc quần một lúc".
"Có lẽ đó là ý muốn của Chúa: Người nghèo luôn ở cùng chúng ta. Bạn biết đấy, bạn sẽ không bao giờ chạy thoát khỏi mọi người, [nhưng] bạn có thể giúp đỡ".

## Công nhận và giải thưởng
Feeney thường được gọi là "James Bond của giới từ thiện" và Feeney cũng là chủ đề cho một bộ phim tài liệu của RTÉ Factary với tựa đề Secret Billionaire: Chuck Feeney Story.
Năm 2010, Feeney nhận được giải thưởng Biểu tượng Công nghiệp Cornell.
Năm 2012, Liên hiệp các trường đại học của Ireland Bắc và Nam, cùng trao cho Feeney bằng Tiến sĩ Luật danh dự. Cũng trong năm này, ông nhận được giải thưởng "Presidential Distinguished Service" của Ireland và đồng thời được trao Huân chương của Đại học California tại San Francisco (UCSF) vì những đóng góp cá nhân xuất sắc của mình cho cơ quan khoa học y tế của trường.
Năm 2014, Warren Buffett khi nhận xét về về Feeney đã nói: "ông ấy là anh hùng của tôi và anh hùng của Bill Gates. Ông ta nên là anh hùng của mọi người".

## Gia đình và cuộc sống
Feeney kết hôn hai lần và có bốn con gái cùng một con trai. Danielle, người vợ đầu của ông là người Pháp. Người vợ thứ hai của Feeney là Helga.
Chuck Feeney luôn được biết đến là một người đàn ông tiết kiệm. Cho đến khi ông 75 tuổi, ông còn mang tài liệu trong một túi nhựa. Khi ở New York, ông luôn ăn trưa không phải ở các nhà hàng sang trọng của thành phố mà ở khu nhà của Irish Pavilion Tommy Makem trên phố East 57th với món đơn giản bình dân: bánh mì kẹp thịt. Vào năm 2016, ông sống trong một căn hộ thuê ở San Francisco, với số tài sản còn khoảng 2 triệu đô la.
Ông qua đời ngày 9 tháng 10 năm 2023 tại San Franciso, thọ 92 tuổi.

## Video clip
- 57-min Biography presented by The Atlantic Philanthropies
- 4-min Chuck Feeney on Giving While Living presented by The Atlantic Philanthropies